# Малый Котлабух
Малый Котлабух (укр. Мали́й Катлабу́г) — река в Одесской области Украины. Левый приток реки Большой Котлабух (бассейн Дуная). Длина — 43 км, площадь водосборного бассейна — 235 км², уклон реки 2,2 м/км. Река часто пересыхает, высокоминерализованна (до 7565 мг на литр).
Исток на южных склонах Подольской возвышенности к северу от села Александровка, течёт в пределах Причерноморской низменности преимущественно на юг. На реке расположены села: Александровка, Виноградное и Голица. Впадает в реку Большой Котлабух к северо-западу от пгт Суворово.